# Mollugo fragilis
Mollugo fragilis är en kransörtsväxtart som beskrevs av Heinrich Wawra. Mollugo fragilis ingår i släktet kransörter, och familjen kransörtsväxter. Inga underarter finns listade i Catalogue of Life.